# Cimochy
Cimochy (deutsch Groß Czymochen, 1928–1945 Reuß) ist ein zur Gemeinde Wieliczki zählendes Dorf im nordöstlichen Masuren in der polnischen Woiwodschaft Ermland-Masuren, Powiat Olecki (Kreis Oletzko, 1933–1945 Kreis Treuburg).

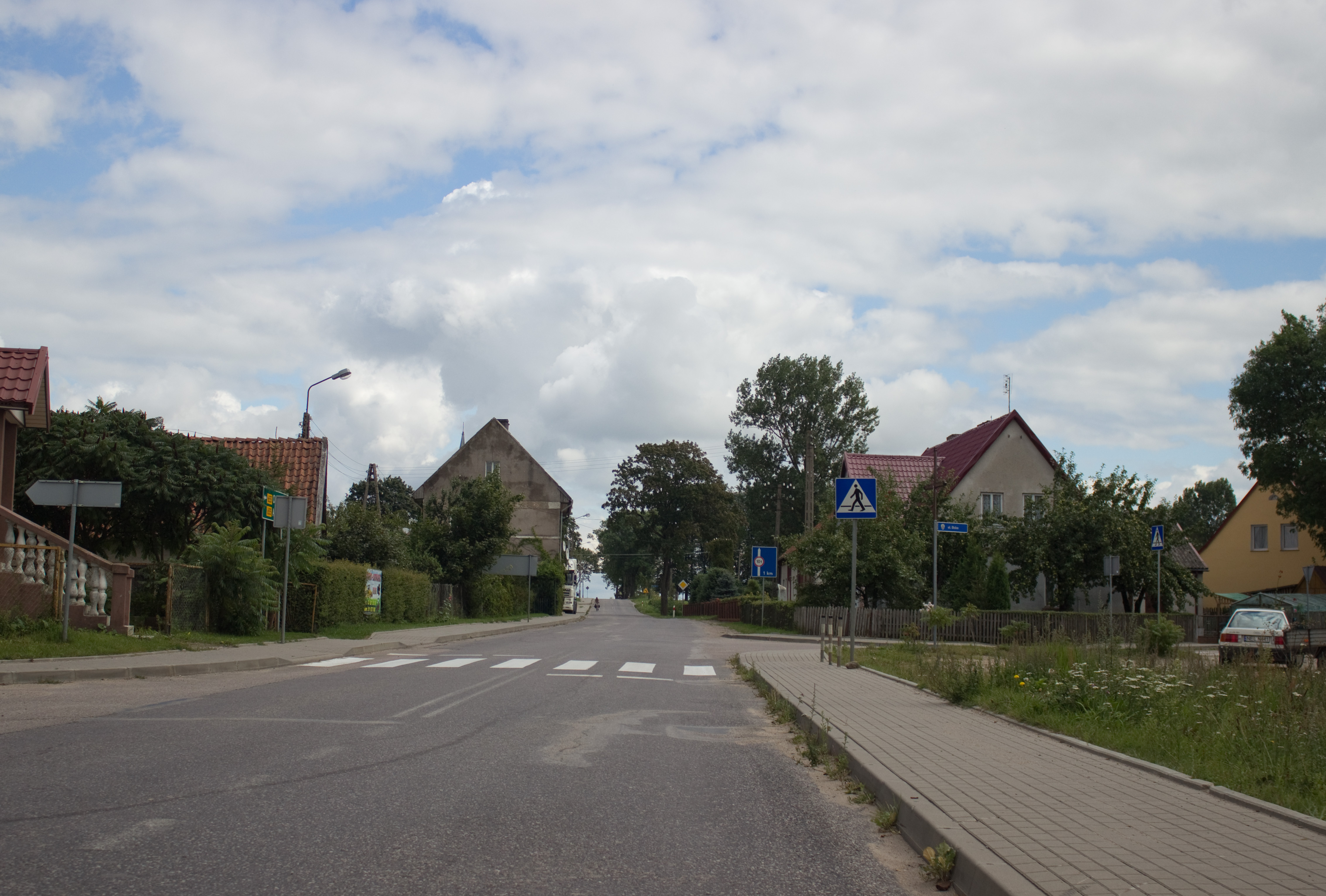
Die DW 655-Ortsdurchfahrt Cimochy

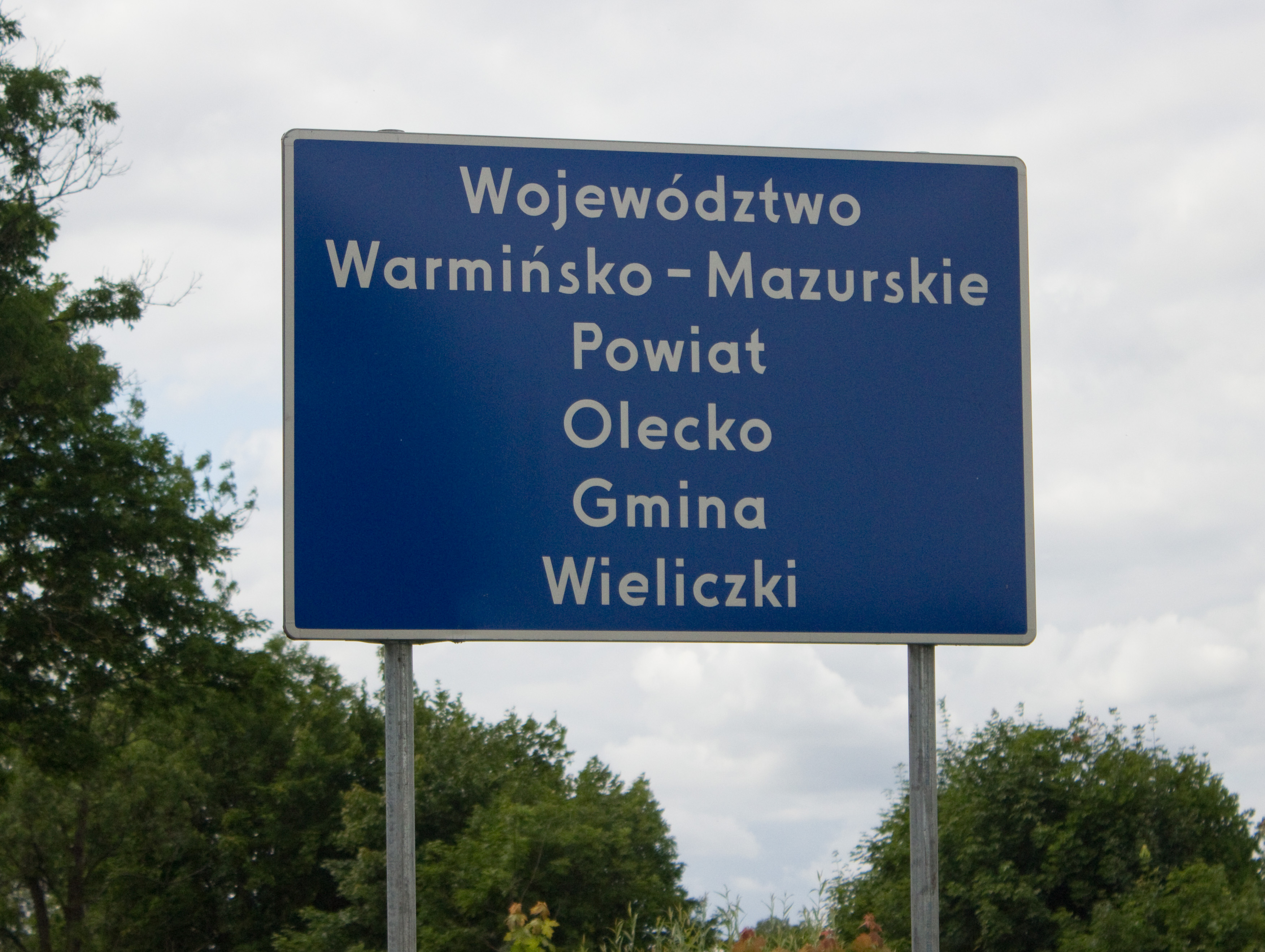
Hinweisschild am Ortseingang Cimochy

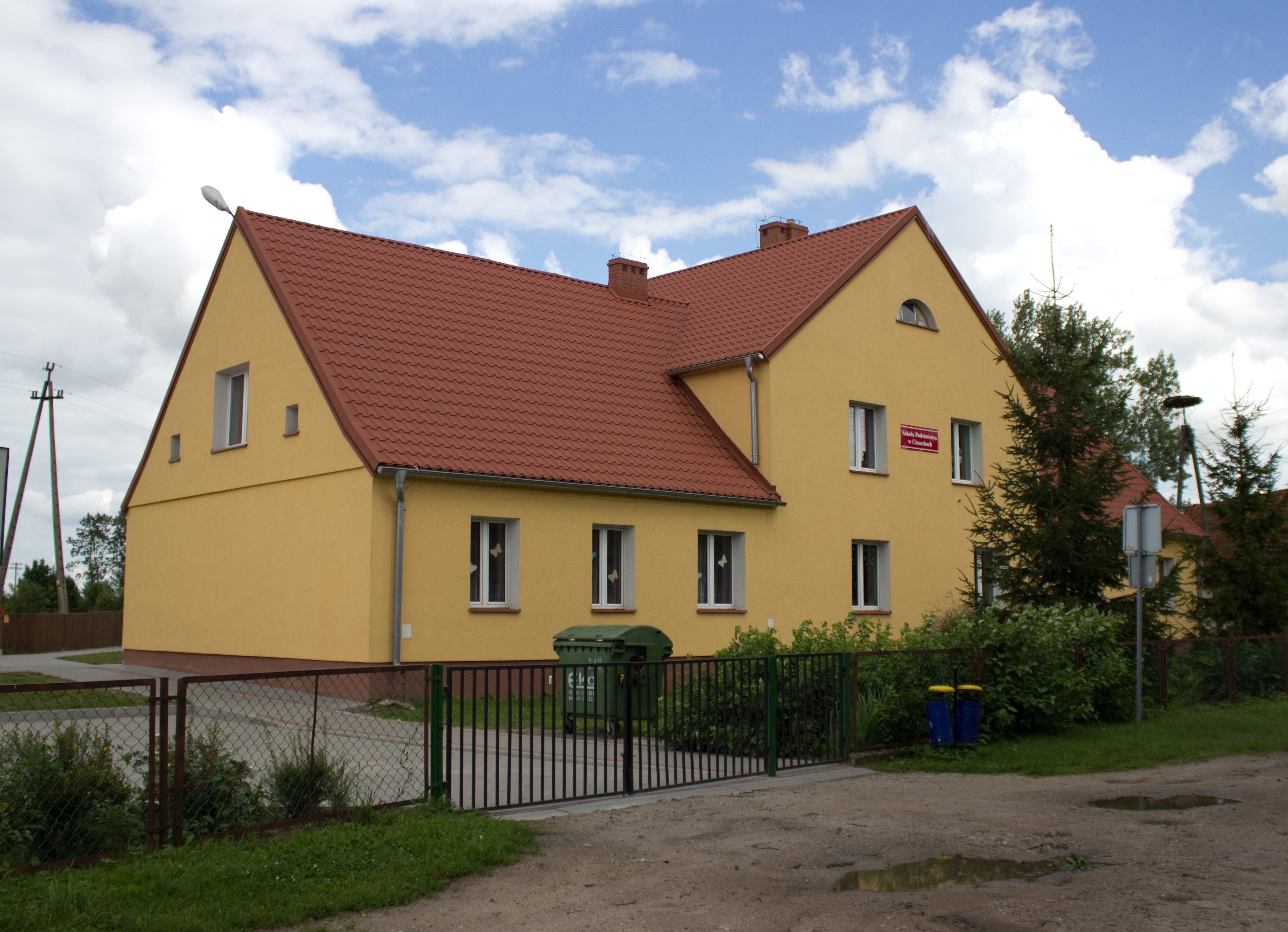
Die Grundschule in Cimochy

## Geographie
Das Dorf befindet sich sechs Kilometer östlich der Ortschaft Wieliczki (Wielitzken, 1938–1945 Wallenrode) an der Einmündung der von Kalinowo (Kallinowen, 1938–1945 Dreimühlen) kommenden Woiwodschaftsstraße DW 661 zur Woiwodschaftsstraße DW 655 zwischen Olecko (Marggrabowa, umgangssprachlich auch Oletzko, 1928–1945 Treuburg) und Suwałki. Zwischen letzteren beiden Städten verläuft auch eine Eisenbahnlinie mit der Bahnstation Cimochy.

## Geschichte
Der Name des Ortes leitet sich ab von einem der Ortsgründer aus dem Jahr 1476 namens Czymoch, was eine slawische Variante des Vornamens Timotheus ist.
Zum 27. Mai 1874 wurde im Zuge einer preußischen Gemeindereform neu ein Amtsbezirk Wiersbowen (polnisch Wierzbowo) im Kreis Lyck im Regierungsbezirk Allenstein gebildet. Neben Wiersbowen umfasste er die Gemeinden Groß Czymochen, Kiehlen, Millewen, Sanien, Soczien, Thurowen und den Gutsbezirk Czymochen.
Am 1. Juli 1909 wurden aus dem Amtsbezirk Wierzbowen im Kreis Lyck die Gemeinde Groß Czymochen sowie das Gut Czymochen zum Kreis Oletzko umgegliedert und bildeten kurze Zeit später den eigenständigen Amtsbezirk Groß Czymochen. Er wurde zunächst verwaltet vom Amtsvorsteher in Domäne Czymochen.
Am 1. Dezember 1910 waren in Groß Czymochen 551 Einwohner verzeichnet.
1918 bekam Groß Czymochen mit einem Bahnhof Anschluss an die neu errichtete Bahnlinie zwischen Marggrabowa (Oletzko) und Suwałki. Durch die Lage an der Grenze zu Polen und den damit verbundenen Grenzübergang im Schienenverkehr stieg die Bedeutung des Dorfes und kam es zu einem weiteren Wachstum der Einwohnerzahlen.
Aufgrund der Bestimmungen des Versailler Vertrags stimmte die Bevölkerung im Abstimmungsgebiet Allenstein, zu dem Groß Czymochen gehörte, am 11. Juli 1920 über die weitere staatliche Zugehörigkeit zu Ostpreußen (und damit zu Deutschland) oder den Anschluss an Polen ab. In Groß Czymochen stimmten 419 Einwohner für den Verbleib bei Ostpreußen, auf Polen entfiel keine Stimme.
1925 wurde das Gut Czymochen in Groß Czymochen eingemeindet.
Groß Czymochen wurde am 22. Mai 1929 im Zuge der Eindeutschung masurischer Ortsnamen baltischer oder slawischer Herkunft in Reuß umbenannt.
1933 waren in Reuß 849 Einwohner verzeichnet, 1939 nur noch 778.
Nach Ende des Zweiten Weltkrieges 1945 fiel das zum Deutschen Reich (Ostpreußen) gehörende Reuß an Polen. Die ansässige deutsche Bevölkerung wurde, soweit sie nicht geflüchtet war, nach 1945 größtenteils vertrieben bzw. ausgesiedelt und neben der angestammten masurischen Minderheit durch Neubürger aus anderen Teilen Polens ersetzt. Der Ort Reuß wurde gemäß der polnischen Schreibweise des historischen Ortsnamens in Cimochy umbenannt.
Von 1975 bis 1998 gehörte Cimochy zur damaligen Woiwodschaft Suwałki, kam dann 1999 zur neu gebildeten Woiwodschaft Ermland-Masuren.
2005 waren in Cimochy 456 Einwohner ansässig.

## Religionen

### Evangelisch

#### Kirchengebäude
Seit 1906 plante man in Groß Czymochen den Bau einer Kirche. Dazu ist es jedoch bis 1945 nicht mehr gekommen. Der Gottesdienst fand in der Schule statt. Seit 1924 gab es einen Glockenstuhl für zwei Glocken.

#### Kirchengemeinde
Im Jahr 1906 wurde unter Abtrennung von der Pfarrei in Kallinowen (1938–1945 Dreimühlen, polnisch Kalinowo) das evangelische Kirchspiel Groß Czymochen gegründet. Es war patronatslos und zählte im Jahr 1925 etwa 2500 Gemeindeglieder, die in mehr als acht Orten der Kreise Oletzko (1933–1945 Kreis Treuburg) bzw. Lyck lebten. Das Kirchspiel gehörte zum Kirchenkreis Oletzko/Treuburg in der Kirchenprovinz Ostpreußen der Evangelischen Kirche der Altpreußischen Union.
Flucht und Vertreibung der einheimischen Bevölkerung machten nach 1945 evangelisch-kirchliche Gemeindearbeit nicht mehr möglich. Das Kirchspiel erlosch. Heute leben nur wenige evangelische Kirchenglieder in der Region Cimochy. Sie halten sich zu den Kirchen in Ełk (Lyck) bzw. Suwałki in der Diözese Masuren der Evangelisch-Augsburgischen Kirche in Polen.

#### Kirchspielorte
Zum Kirchspiel Groß Czymochen (Reuß) gehörten Orte aus den Kreisen Oletzko (Treuburg) und Lyck:
| Name            | Änderungsname 1938 bis 1945 | Polnischer Name |  | Name        | Änderungsname 1938 bis 1945 | Polnischer Name |
| --------------- | --------------------------- | --------------- |  | ----------- | --------------------------- | --------------- |
| *Dorschen       |                             | Dorsze          |  | *Sanien     | Berndhöfen                  | Zanie           |
| Dziarnowen      |                             |                 |  | *Seesken    | Draheim                     | Szeszki         |
| *Groß Czymochen | (ab 1928) Reuß              | Cimochy         |  | Soczien     | Kechlersdorf                | Zocie           |
| Klassenthal     | Klassental                  |                 |  | *Wiersbowen | Waldwerder                  | Wierzbowo       |

#### Pfarrer
Als evangelische Geistliche amtierten in der Pfarrei Groß Czymochen (Reuß) zwischen 1906 und 1945:
| - Otto Karl Mattern, 1906–1908 - Paulus Remus, 1908–1910 - Franz Kahnert, 1910–1928 - Arthur Plamsch, 1929–1934 - Gottfried von Mickwitz, 1935–1945 |

#### Kirchenbücher
Die Kirchenbuchunterlagen der Pfarre Groß Czymochen (Reuß) sind erhalten und werden im Evangelischen Zentralarchiv (EZA) in Berlin-Kreuzberg aufbewahrt:
- Taufen, Trauungen und Begräbnisse der Jahre 1906 bis 1944.

### Römisch-katholisch

#### Kirchengebäude
Seit 1987 gibt es in Cimochy eine römisch-katholische Pfarrkirche, die den Namen Kościół Matki Bożej Królowej Świata (deutsch Kirche Muttergottes Königin der Welt) trägt. Sie steht an der ulica Suwalska und wurde von Bischof Edmund Piszcz geweiht.

#### Pfarrgemeinde
Vor 1945 lebten nur wenige Katholiken in der Region Groß Czymochen/Reuß. Ihre Pfarrkirche stand in Marggrabowa (Treuburg) und gehörte zum Bistum Ermland. Als sich nach 1945 hier immer mehr polnische Bürger ansiedelten, wurde in Cimochy am 15. Januar 1977 durch Bischof Józef Drzazga eine Pfarrei errichtet. Sie gehört zum Dekanat Olecko – św. Jana Apostoła innerhalb des Bistums Ełk der Römisch-katholischen Kirche in Polen.

#### Pfarreiorte
Zur Parafia Cimochy gehören vier Orte:
| Polnischer Name | Deutscher Name                  |
| --------------- | ------------------------------- |
| Cimochy         | Groß Czymochen 1938–1945 Reuß   |
| Cimoszki        |                                 |
| Szeszki         | Seesken 1938–1945 Draheim       |
| Wierzbowo       | Wiersbowen 1938–1945 Waldwerder |

## Sohn des Orts
- Arno von Lenski (1893–1986), General der Wehrmacht und der Nationalen Volksarmee, stammte aus Groß Czymochen

## Verkehr

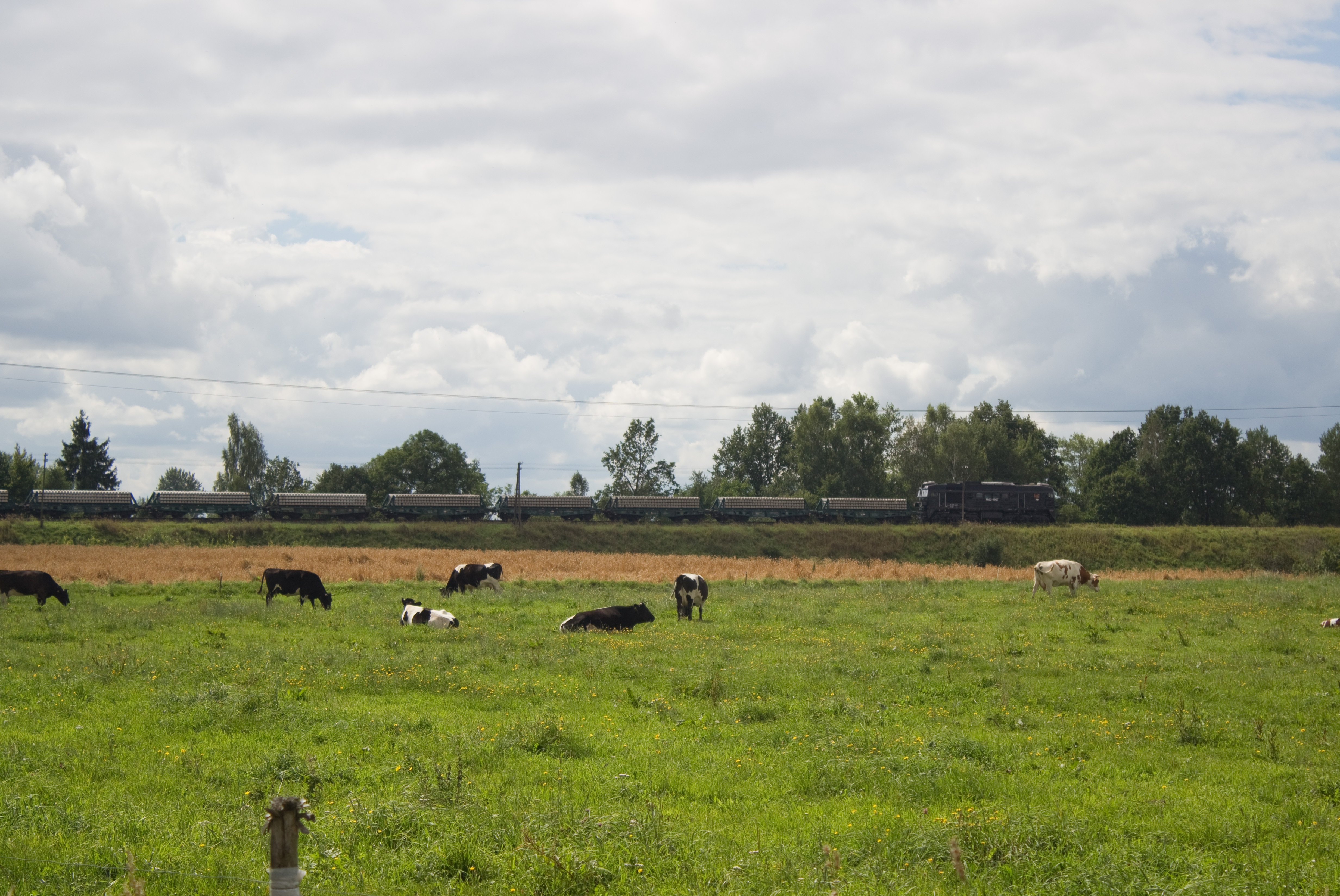
Güterzug auf der Bahnstrecke Olecko–Suwałki bei Cimochy

Cimochy liegt an der Woiwodschaftsgrenze nach Podlachien an der Einmündung der von Kalinowo kommenden Woiwodschaftsstraße DW 661 in die Woiwodschaftsstraße DW 655, die nach Suwałki und weiter bis Rutka-Tartak führt.
Cimochy ist Bahnstation an der Bahnstrecke Olecko–Suwałki, die allerdings nur noch sporadisch im Güterverkehr befahren wird.